# Ошмянец (Гродненская область)
Ошмяне́ц (бел. Ашмяне́ц, пол. Oszmianiec) — деревня в Сморгонском районе Гродненской области Белоруссии.
Входит в состав Жодишковского сельсовета.
Расположена у западной границы района на реке Вилия. Расстояние до районного центра Сморгонь по автодороге — около 25 км, до центра сельсовета агрогородка Жодишки по прямой — 5 км. Ближайшие населённые пункты — Дексна, Дубок, Новосёлки.
Согласно переписи население Ошмянца в 1999 году насчитывало 16 человек.
К востоку от деревни находится памятник природы — Тупольщинский большой камень.